# Vytautas Černiauskas
Vytautas Gediminas Černiauskas (Panevėžys, 12 de marzo de 1989) es un futbolista lituano que juega como portero y que milita en el F. K. Panevėžys.

## Selección nacional
Ha sido internacional con la selección de fútbol de Lituania en seis ocasiones.

## Clubes
| Club                   | País     | Año       |
| ---------------------- | -------- | --------- |
| F. K. Ekranas          | Lituania | 2008-2010 |
| F. C. Vaslui           | Rumania  | 2010-2014 |
| Korona Kielce          | Polonia  | 2014-2015 |
| F. C. Dinamo București | Rumania  | 2015-2016 |
| Ermis Aradippou        | Chipre   | 2016-2017 |
| F. C. Dinamo București | Rumania  | 2017      |
| P. F. C. CSKA Sofía    | Bulgaria | 2017-2020 |
| FK RFS                 | Letonia  | 2021-2022 |
| F. K. Panevėžys        | Lituania | 2023-     |